# Wolica (powiat piotrkowski)
Wolica – wieś w Polsce położona w województwie łódzkim, w powiecie piotrkowskim, w gminie Aleksandrów.
W latach 1975–1998 miejscowość należała administracyjnie do województwa piotrkowskiego.
W okolicy miejscowości znajduje się wzniesienie o nazwie Diabla Góra.
Wierni Kościoła rzymskokatolickiego należą do parafii św. Łukasza w Skórkowicach.